# Bismil
Bismil ist eine Stadt im gleichnamigen Landkreis (Ilçe) der türkischen Provinz Diyarbakır und gleichzeitig ein Stadtbezirk der 1993 geschaffenen Büyükşehir belediyesi Diyarbakır (Großstadtgemeinde/Metropolprovinz). Bismil liegt am Ufer des Tigris und grenzt an die Provinzen Batman sowie Mardin. Mit der Schaffung des gleichnamigen Landkreises im Jahre 1936 erlangte (laut Stadtlogo) Bismil auch den Status einer Belediye (Gemeinde).
Der Landkreis ist mit einer Fläche von 1679 km² der zweitgrößte der Provinz. Ende 2020 lag Bismil mit 118.605 Einwohnern auf dem fünften Platz der bevölkerungsreichsten Landkreise in der Provinz Diyarbakır. Die Bevölkerungsdichte liegt mit 71 Einwohnern je Quadratkilometer unter dem Provinzdurchschnitt (118 Einwohner je km²).

## Ereignisse
Bei einem Attentat am 15. August 2016 auf ein Polizeigebäude wurden fünf Polizisten und zwei Zivilisten getötet und außerdem 20 weitere verletzt. Verantwortlich soll nach türkischen Angaben die Kurdische Arbeiterpartei sein.

## Persönlichkeiten
- Mehmet Mehdi Eker (* 1956), Politiker und Minister
- Azize Tanrıkulu (* 1986), türkische Taekwondoin